# Soturnia
Soturnia es un género extinto de reptil procolofónido. Solo cuenta con una especie, Soturnia caliodon, que fue descubierta en 2003 en el municipio de Faxinal do Soturno en el geoparque de Paleorrota, Brasil. Fue encontrado en la Formación Caturrita. Vivió hace aproximadamente 210 millones de años. Se clasifica en la subfamilia de procolofónidos Leptopleuroninae. Tenía una dentadura muy reducida, mandíbulas fuertes, fenestras órbito-temporales y un cráneo muy alargado, con varios cuernos. El tórax era robusto. Fueron probablemente herbívoros.